# Alcis deversata
Alcis deversata là một loài bướm đêm trong họ Geometridae.